# 재규어 랜드로버
재규어 랜드로버는 영국의 승용차 회사인 재규어와 SUV 전문 회사인 랜드로버가 인도 타타 자동차에 인수된 후 합병하여 출범한 기업이다.

## 같이 보기
- 재규어 자동차
- 랜드로버
- 타타 자동차